# 黄颊鹦哥
，是鸚形目金刚鹦鹉科黄颊鹦哥属下唯一一種鳥類。該物種僅分佈於巴西、玻利維亞及烏拉圭的塞拉多環境中，因為該地區正逐漸被開發，因此被評為近危物種。
黃臉亞馬遜鸚哥為植食性。其體重平均約159.0公克，鳥喙寬平均16.9公釐、深平均25.4公釐、嘴峰長平均约33.5公釐；翼長平均约193.2公釐；跗蹠约19.9公釐；尾長约81.6公釐。

## 外部連結
- 维基共享资源上的相關多媒體資源：黄颊鹦哥
- 維基物種上的相關：黄颊鹦哥